# Замостя (Пуховицький район)
Замо́стя (біл. Замосьце) — село в складі Пуховицького району Мінської області, Білорусь. Село підпорядковане Новопольській сільській раді, розташоване в центральній частині області.